# Iraner in Deutschland

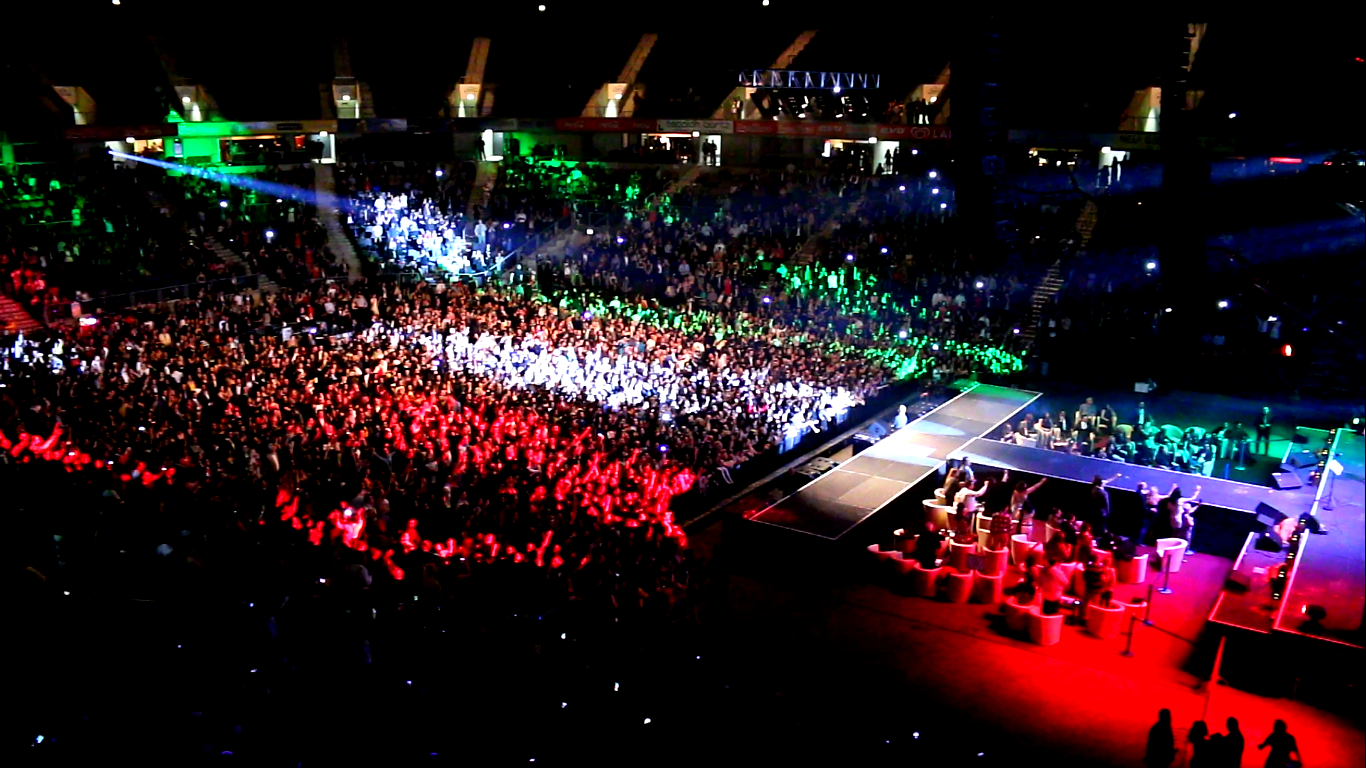
Persisches Neujahrsfest in Oberhausen, 2014

Iraner in Deutschland sind aus Iran stammende Personen. Es werden die Menschen gemeint, die sich als Ausländer in Deutschland aufhalten, aber auch die Iraner, die eingebürgert wurden (Deutsch-Iraner). Die Gruppe der Iraner ist äußerst heterogen, was soziale Schichtung, ethnische Zugehörigkeit, politische Orientierung, Religion und kulturelle Identität betrifft. 

## Geschichte

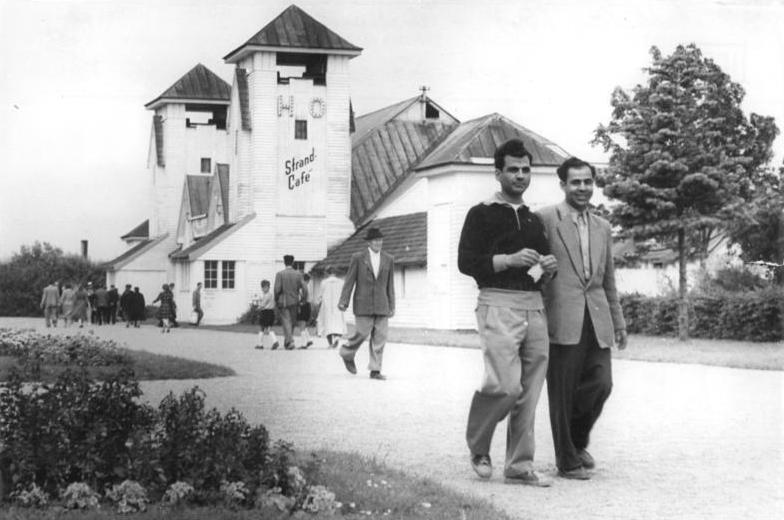
Iranische Studenten an der Ostseeküste in Heringsdorf (DDR), 1956

Die Geschichte der Iraner in Deutschland reicht in die Mitte des 19. Jahrhunderts zurück, die wirtschaftlichen Handelsbeziehungen bis ins Hochmittelalter. Die offiziellen deutsch-iranischen Wirtschaftsbeziehungen begannen 1857 (Preußisch-Persischer Freundschafts- und Handelsvertrag). Die ersten politischen Exilanten gehen auf die Zeit des sogenannten Tabakaufstandes zurück. 1915 gründete Hasan Tagizadeh mit Kaveh die erste persischsprachige irankritische Studentenzeitschrift. Weitere Zeitschriften waren Peykar, Farangestan 1924-1925 (Ahmad Farzad), Iranschahr und Iran-e nou, in denen unter anderen Hassan Tagizadeh, Bozorg Alavi, Taqi Erani und Mirza Mohammad Farrokhi Yazdi publizierten. In der Weimarer Republik lebten etwa 1.000 Menschen aus Persien (damaliger Name des heutigen Irans), oft Studenten oder Exilanten, die meist regimekritisch eingestellt waren. Aus Rücksicht auf wirtschaftlichen Verbindungen unterstützte die deutsche Regierung, aber auch die Firma Krupp auf Wunsch Persiens die Unterdrückung der regimekritischen Stimmen. Dieser Druck auf Dissidenten wurde nach dem Machtantritt der Nationalsozialisten noch erhöht.
Im Jahr 1939 lebten im Deutschen Reich 642 Iraner und in den späten Kriegsjahren zählte die iranische Gemeinde in Berlin 190 Mitglieder, die sich zum größten Teil zeitbegrenzt als Studenten aufhielten. Regimekritische Exilanten wurden auch von der deutschen Regierung im Interesse der iranischen Regierung in ihren Meinungsäußerungen eingeschränkt.
Nach dem Zweiten Weltkrieg stieg die Zahl der Iraner in der Bundesrepublik Deutschland und der DDR an, die während des Krieges stark zurückgegangen war. Ab August 1953, nach dem Putsch gegen die Regierung Mossadegh, gab es eine Welle politischer Flüchtlinge. Die Exilanten bestanden in den 60er und 70er Jahren zu großen Teilen aus Bildungs- und Aufstiegsmigranten, bis in die 60er Jahre aus dem wohlhabenden Teil der iranischen Bevölkerung. Bis in die 1960er Jahre kamen neben Studenten vor allem Unternehmer sowie Ärzte hinzu. 1963 wurde die Conföderation Iranischer Studenten – National Union  gegründet. Sie wurde zu einem Dachverband anderer Studentenverbände und stand im Fokus des iranischen Auslandsgeheimdienstes.
Die Revolution in Iran 1979 sowie der Erste Golfkrieg (1980–1988) zwischen dem Irak und Iran bewirkten Einwanderungswellen der politischen Flüchtlinge, die sich wiederum stark auf die demographische Struktur der in Deutschland lebenden Iraner auswirkte. Wie Massoud Jannat darstellt, betrug der Anteil der iranischen Asylsuchenden mit 915 Flüchtlingen im Jahre 1981 zunächst nur 1,6 %. 1986 stieg die Zahl sprunghaft auf 21.700 an (22 %), was sie zur größten Gruppe aller Flüchtlinge in Westdeutschland machte. Bis 1992 blieb Iran eines der zehn größten Herkunftsländer, aus denen Flüchtlinge kamen.

## Vereinigungen
Schon in der Weimarer Republik gab es persische Vereine, etwa der 1924 gegründete Verein Omid-e Iran.
Allein in Deutschland gibt es mehr als 170 iranische Vereine. Die iranischen Ärzte schlossen sich 1961 zur Vereinigung der Iranischen Ärzte und Zahnärzte in der Bundesrepublik Deutschland (VIA) zusammen. Der im November 1989 gegründete Verband Iranischer Hochschullehrer und Akademiker in Deutschland (VIHA) hat die Förderung der wissenschaftlichen und kulturellen Beziehungen zwischen Deutschland und Iran zum Ziel. 1992 wurde der Verein Iranischer Naturwissenschaftler und Ingenieure (VINI) in der Bundesrepublik Deutschland e. V. gegründet. Im November 2010 wurde der Verein Iranische Gemeinde in Deutschland gegründet, welcher die Förderung der Interessen aller in Deutschland lebenden Iraner zum Ziel hat, unabhängig von ihrer ethnischen, religiösen und politischen Zugehörigkeit. Die Gesellschaft für Deutsch-Iraner vertritt den 10-Punkte Plan Maryam Rajavis, der Präsidentin des Nationalen Widerstandsrates Iran, der zur Volksmudjahedin-Bewegung gezählt wird.
Die Gesellschaft für das Geistesleben Persiens, 1997 gegründet, widmet sich dem Studium der Kultur und Literatur Irans.

## Migrationssituation

Regionale Verteilung der iranischen Staatsbürger 2021

Die Zahl der aus Iran stammenden Ausländer in Deutschland betrug 2022 laut Schätzungen des Statistischen Bundesamtes 143.555, insgesamt 304.000 Menschen hatten iranischen Migrationshintergrund im engeren Sinne, davon 244.000 mit eigener Migrationserfahrung und 38.000 Nachkommen. 12 000 waren ausreisepflichtig, 31 wurden rückgeführt, vorwiegend Straftäter. Die iranische Diaspora in der Bundesrepublik Deutschland liegt im europäischen Vergleich an der Spitze, vor Großbritannien, Schweden und Frankreich.
Hohe Konzentrationen von in Deutschland lebenden Iranern finden sich vor allem in Großstädten wie Berlin, Hamburg, Frankfurt am Main und in Nordrhein-Westfalen. Hamburg entwickelte sich seit den 1960er Jahren zu einem Zentrum der Iraner; es bestehen viele Kultur- und Moscheevereine wie das Islamische Zentrum Hamburg, welches das Zentrum des schiitischen Islam in Deutschland darstellte, persische Restaurants und Geschäfte. In Hamburg lebten 2017 22.938 Personen mit iranischem Migrationshintergrund, die größte Anzahl in einer deutschen Großstadt; sie bilden nach London die zweitgrößte Gemeinschaft in Europa, davon hatten 66,0 Prozent die deutsche Staatsbürgerschaft. 2022 gab es 10.770 iranische Ausländer in Hamburg, 11 Prozent mehr als im Vorjahr.
Die iranischen Migranten bilden eine heterogene Gruppe aus bis zu zehn unterschiedlichen aus Iran stammenden Ethnien und Sprachgruppen. Den größten Anteil haben die ethnischen Perser, gefolgt von Aserbaidschanern, Kurden, Luren, Arabern, Aramäern, Armeniern und weiteren kleineren Ethnien. Nahezu alle Iranischstämmigen mit eigener Migrationserfahrung sprechen Persisch und zusätzlich oft auch ihre ursprüngliche Muttersprache.
Die iranischstämmige Bevölkerung in Deutschland weist ein erhöhtes Bildungsniveau auf, das laut Studien auf die soziale Struktur und eine bestimmte Lernkultur zurückzuführen sei. Laut dem Berlin-Institut für Bevölkerung und Entwicklung haben über 50 Prozent der iranischstämmigen Immigranten einen Bachelorabschluss oder höheren akademischen Grad, im Vergleich zu einem Wert von 20 Prozent in der Gesamtbevölkerung Deutschlands. Von den Iranern sei mehr als jeder Vierte in einem Vertrauensberuf beschäftigt, etwa als Arzt, Bankangestellter, Pädagoge, Ingenieur oder in der Justiz.

## Gruppenidentität
Es gebe keine einheitliche Opposition im Exil, sagte 2022 der Iranexperte Sören Faika. Das Verhältnis sei oft von Misstrauen geprägt, da man nicht wisse, welche weltanschauliche Orientierung der andere habe. „Die iranische Diaspora lebt von ihrer Vielfalt und leidet an ihren Differenzen. Das anzuerkennen, ist genauso wichtig wie mit der Exotisierung Irans zu brechen.“ 

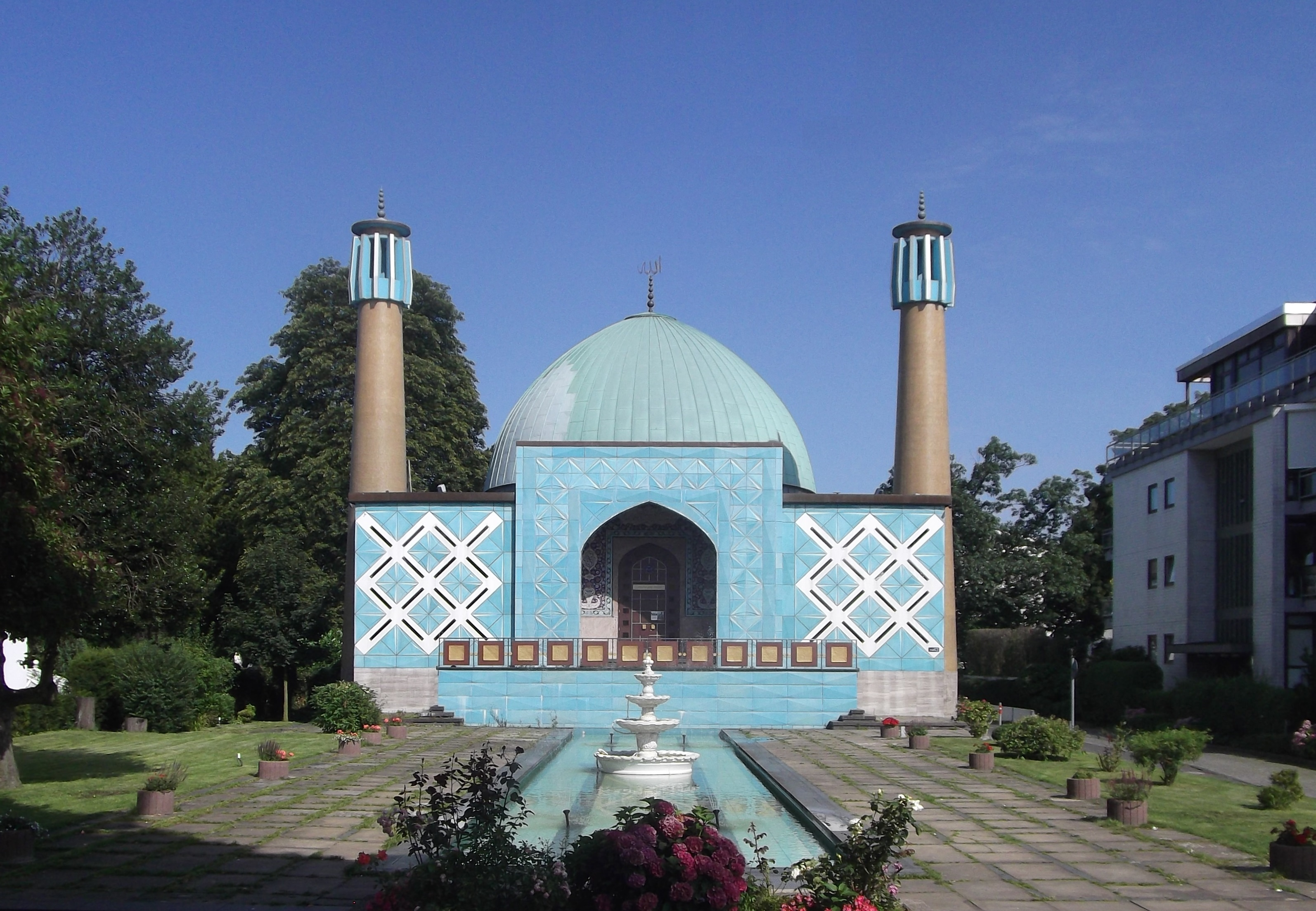
Die iranische Imam-Ali-Moschee des Islamischen Zentrum Hamburg

Unter den Iranern sind verschiedene Weltanschauungen vertreten. Neben (gläubigen und nichtgläubigen) Muslimen finden sich Konfessionslose sowie Christen, Bahai, Angehörige der Ahl-e Haqq, Zoroastrier und Juden. In einer im Auftrag der Deutschen Islam Konferenz erstellten repräsentativen Studie aus dem Jahr 2020 gaben 29 % der Iraner an, der muslimischen Religion anzugehören, 27 % geben eine andere Religionszugehörigkeit an und 44 % geben an, keiner Religion anzugehören. In einer anderen Studie im Auftrag der Deutschen Islam Konferenz erstellten repräsentativen Studie aus dem Jahr 2008 haben hingegen 59,8 % der iranischen Staatsbürger in Deutschland angegeben, Muslim zu sein. In Iran, wo nach offiziellen Zahlen 98 % der Bevölkerung muslimisch sind, werden Atheisten mit der Todesstrafe bedroht.
Zusätzlich wird die Distanz zu Moscheegemeinden damit begründet, dass diese oft an das Islamische Zentrum Hamburg angebunden sind; eine Institution, die vom Hamburger Verfassungsschutz als „Instrument der iranischen Staatsführung“ eingeschätzt und beobachtet wird.

## Mehrstaatigkeit
Da Iran seine Staatsbürger fast nie aus der Staatsangehörigkeit entlässt (siehe Artikel 989 iranisches ZGB) und die iranische Staatsangehörigkeit gemäß Artikel 976 des iranischen Zivilgesetzbuches durch den Vater vererbt wird (Abstammungsprinzip), gibt es viele deutsch-iranische Mehrstaater.
Das immer noch geltende Deutsch-iranische Niederlassungsabkommen von 1929 regelt in Nr. II des Schlussprotokolls, dass vor der Einbürgerung eines Angehörigen des anderen Staates die staatliche Zustimmung erforderlich ist. Dies hat zu untragbaren Bearbeitungszeiten und einem „Einbürgerungsstau“ vor dem Jahr 2000 geführt. In der Praxis werden Iraner inzwischen meist unter Hinnahme von Mehrstaatigkeit in Deutschland eingebürgert. Von den 3662 Iranern, die im Jahr 2006 eingebürgert wurden, konnten 99,8 Prozent ihre alte Staatsangehörigkeit beibehalten.
Iran gehört neben Ländern wie Libanon, Marokko, Afghanistan oder Irak zu den Staaten mit einem besonders hohen Anteil an Eingebürgerten in Deutschland und ist seit Beginn des 21. Jahrhunderts regelmäßig in den Top 10 der Herkunftsländer mit den meisten Einbürgerungen pro Jahr. Die meisten Einbürgerungen gab es dabei im Jahr 2000, mit 14.410 Personen. Auch im Jahr 2002 stellten Iraner mit 13.026 die zweitgrößte Einbürgerungsgruppe nach den Türken mit 64.631.
Das Abkommen von 1929 führt im Übrigen dazu, dass Iranerinnen, die in Deutschland heiraten wollen, vielfach eine „Eheeinwilligung des Vaters“ beibringen müssen.

## Bekannte Iranischstämmige in Deutschland
- Ramin Abtin
- Ali Samadi Ahadi
- Mina Ahadi
- Masud Akbarzadeh
- Navíd Akhavan
- Maryam Akhondy
- Enissa Amani
- Natalie Amiri
- Negah Amiri
- Katajun Amirpur
- Animus
- Golineh Atai
- Ateed
- Azad
- Patrik Baboumian
- Felor Badenberg
- Bahar
- MC Basstard
- Mohammad-Ali Behboudi
- Akbar Behkalam
- B-Lash
- Bijan Benjamin
- Niloofar Beyzaie
- Reza Brojerdi
- Daniel Davari
- Shirin David
- Ashkan Dejagah
- Bijan Djir-Sarai
- Ramin Djawadi
- Sara Doorsoun
- Susan Ebrahimi
- Benjamin Ebrahimzadeh
- Dennis Eckert Ayensa
- Soraya Esfandiary Bakhtiary
- Parshad Esmaeili
- Annahita Esmailzadeh
- Yasmin Fahimi
- Abdoldjavad Falaturi
- Fard
- Roozbeh Farhangmehr
- Mohammad Farokhmanesh
- Fereydun Farrochsad
- Pegah Ferydoni
- Melika Foroutan
- Naika Foroutan
- Babak Ghassim
- Shervin Haghsheno
- Amir Kassaei
- Kayvan Soufi-Siavash
- Nargess Eskandari-Grünberg
- Navid Kermani
- Melissa Khalaj
- Ali Khan
- Behzad Karim Khani
- Kianush
- Mehrzad Marashi
- Abbas Maroufi
- Milonair
- Nina Moghaddam
- Sudabeh Mohafez
- Davoud Monchi-Zadeh
- Mohammad Reza Mortazavi
- Mosh36
- Luzie Nadjafi
- Shahin Najafi
- Sandra Navidi
- Aria Nejati
- Nimo
- Bahman Nirumand
- Alexander Nouri
- Omid Nouripour
- Nossrat Peseschkian
- Hossein Pourseifi
- Shervin Radjabali-Fardi
- Babak Rafati
- Neda Rahmanian
- Rahim Rahmanzadeh
- Mohammad-Ali Ramin
- Narges Rashidi
- Mitra Razavi
- Benny Rebel
- Hossein Sabet
- Madjid Samii
- Shermine Shahrivar
- Siba Shakib
- Alexios Schandermani
- Isabel Schayani
- Apameh Schönauer
- Seyed
- Amir Shapourzadeh
- Daryush Shokof
- Sido
- Sinan-G
- Shirin Soraya
- PA Sports
- Jasmin Tabatabai
- Hamid Tafazoli
- Nahid Taghavi
- Hadi Teherani
- Sophia Vegas
- Hengameh Yaghoobifarah
- Sahra Wagenknecht
- Xatar
- Amir Yarahi
- Puyan Yavari
- Janina Youssefian
- Jessica Zahedi
- Ferydoon Zandi
- Maryam Zaree
- Sanaz Zaresani